# Massif de Zemplén
Le massif de Zemplén est un massif de montagne des Carpates occidentales dans le Nord-Est de la Hongrie. Il fait partie du massif du Nord et son point culminant est le Veľký Milič à 895 m.

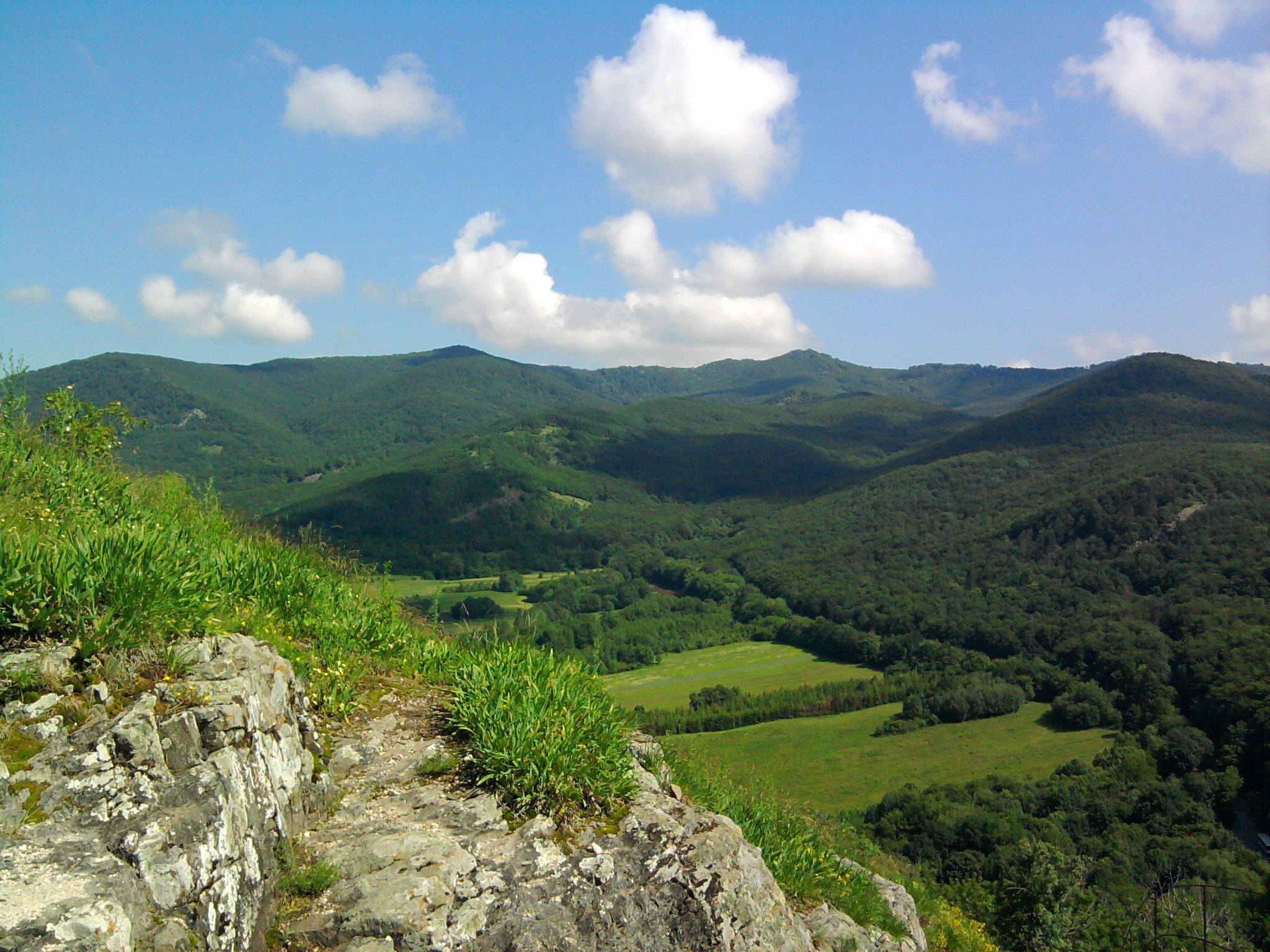
Vue du massif depuis le château de Füzér.